# Vittorio Garatti

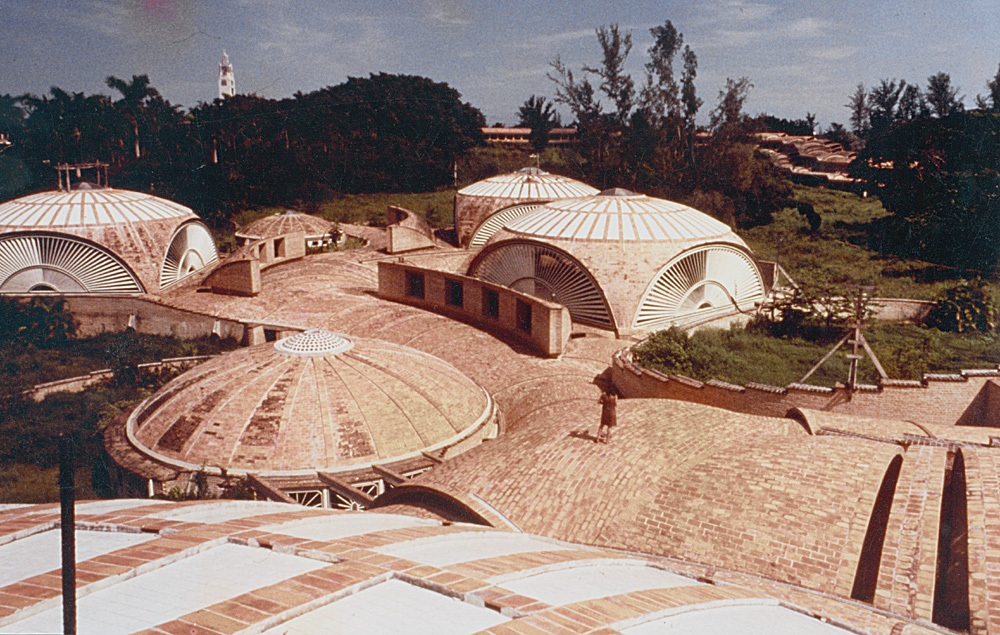
Scuola di ballo, Escuela Nacional de Arte, a Cuba (1961-65)

Vittorio Garatti (Milano, 6 aprile 1927 – Milano, 12 gennaio 2023) è stato un architetto italiano.

## Biografia

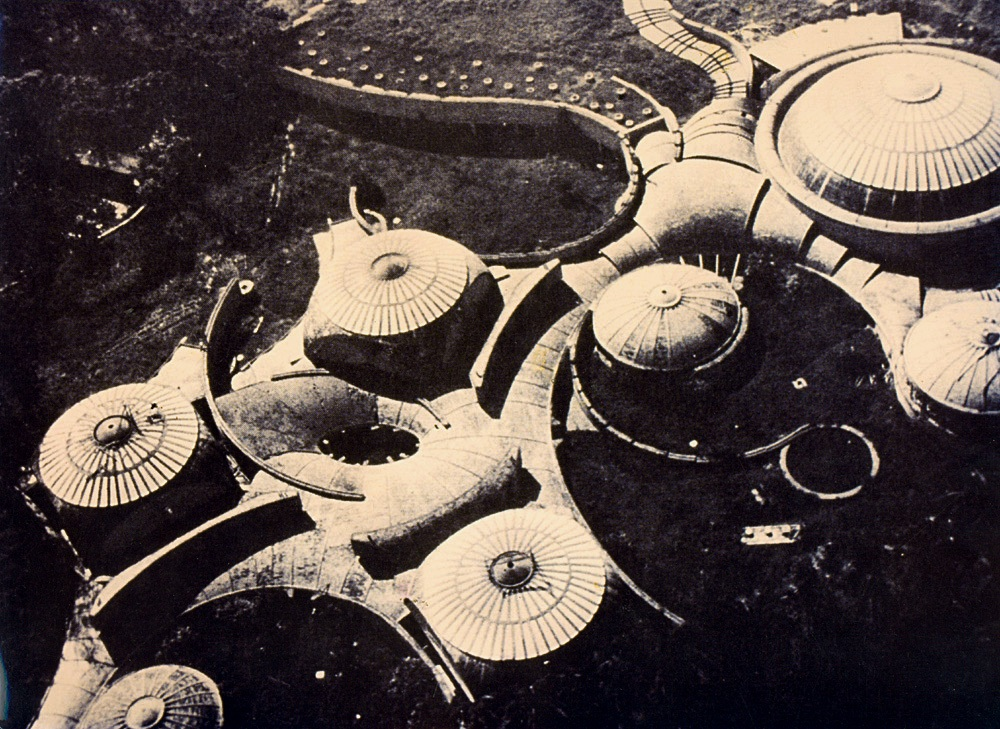
Scuola di ballo: copertura calpestabile

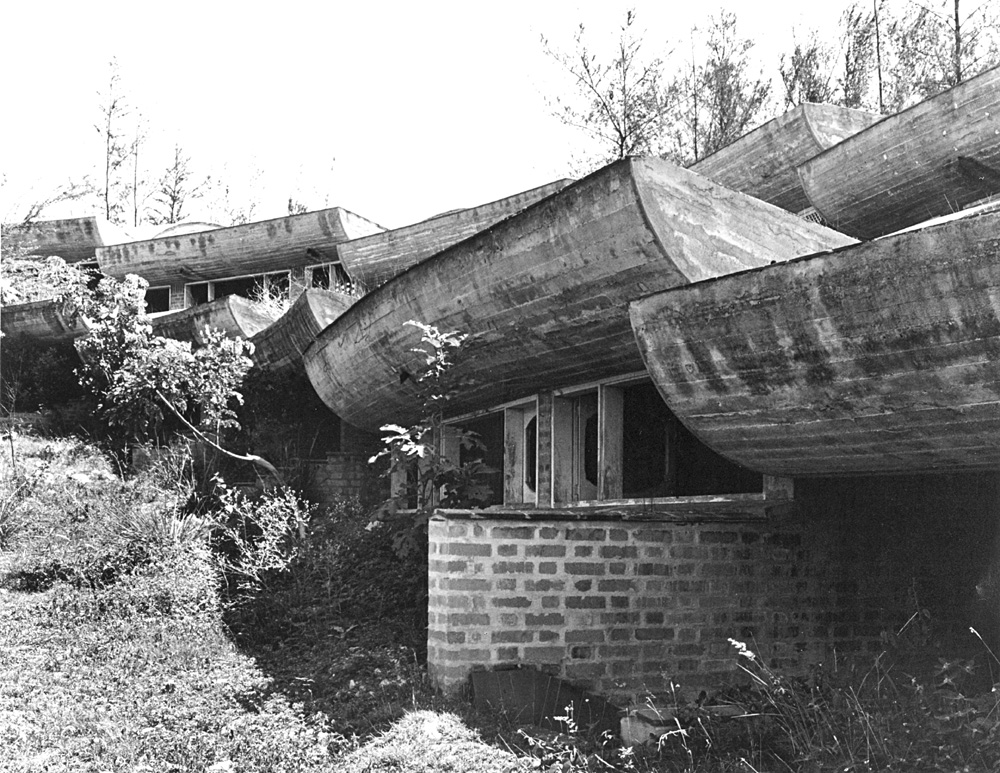
Scuola della musica, Escuela Nacional de Arte

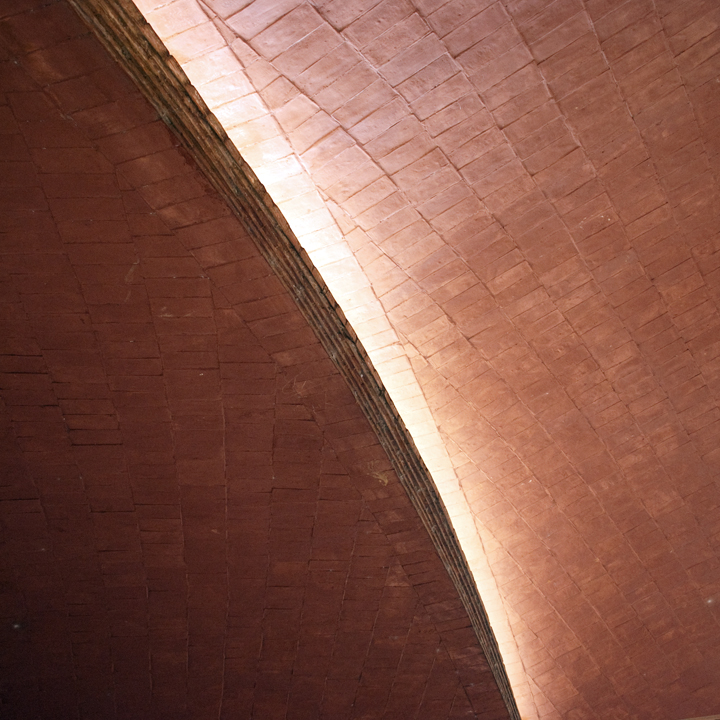
Scuola di ballo: esempio di utilizzo della cosiddetta volta in folio in terracotta

Si laureò nel 1957 al Politecnico di Milano, in un clima culturale in cui dominava l'influenza di Ernesto Nathan Rogers. Tra i suoi compagni di studi vi furono Guido Canella e Gae Aulenti.

### L'esperienza venezuelana
Appena laureato partì per il Venezuela, dove trovò impiego al progetto del Banco Obrero, diretto dall'architetto Carlos Raúl Villanueva. In Venezuela cominciò a insegnare all'Università di Caracas.
Insieme al coetaneo Roberto Gottardi, anch'egli di origine italiana e suo compagno nei lavori del Banco Obrero, è stato un giovane esponente del dibattito post-bellico contro il Razionalismo modernista.

### L'esperienza cubana
Dopo la vittoria della Rivoluzione cubana, Ricardo Porro, architetto cubano e collaboratore del progetto per il Banco Obrero, invitò Garatti e Roberto Gottardi a unirsi a lui, a Cuba, all'inizio del 1961. Garatti iniziò subito a lavorare all'Avana con Porro e Gottardi, sul progetto della nuova Scuola nazionale delle arti, commissionata da Fidel Castro e Che Guevara, nell'ambito della politica educativa promossa subito dopo la rivoluzione. Il complesso architettonico doveva sorgere in quello che era il quartiere più esclusivo dell'alta borghesia cubana, il Country Club. L'intenzione era di creare un centro culturale di dimensioni eccezionali, aperto ai paesi in via di sviluppo di tre continenti, ad appena 90 miglia dai simboli di quello che era definito l'"imperialismo americano".

#### Scuola della musicaeScuola del balletto
Sempre nell'isola caraibica, a Garatti fu affidata la progettazione della Scuola di musica e della Scuola di balletto
Ne nacque un complesso organico di mattoni e terracotta, con strutture a volta in folio, il cui progetto rifletteva l'ottimismo e l'esuberanza dell'epoca. Le scuole intendevano reinventare l'architettura, così come la rivoluzione sperava di reinventare la società.
Nella testimonianza di Vittorio Garatti: «Preoccupandoci di invadere il meno possibile il campo da golf, abbiamo localizzato 1e varie scuole alla periferia del parco, anche per avvicinarci alle case dell'alta borghesia distribuite lungo quella sorta di circonvallazione che circonda il campo da golf e che erano state destinate ad alloggi degli studenti. Al centro del parco preesisteva l'edificio del club, con un grande ristorante ed una piscina, che venne destinato ai servizi comuni (mensa, ritrovo, ecc.)».
La costruzione del complesso si interruppe dopo la crisi dei missili del 1962, quando il blocco navale imposto dagli Stati Uniti costrinse a una diversa valutazione delle priorità economiche e produttive.
La considerazione in cui era tenuta la Scuola delle arti subì poi una sorta di disgrazia ideologica, in conseguenza a un mutato orizzonte politico e culturale, che considerava l'utopismo architettonico, quale si era espresso nel progetto della Escuela, come politicamente scorretto rispetto allo stile costruttivo del funzionalismo sovietico che andava rapidamente diffondendosi nell'isola. L'intero complesso andò incontro al disuso e a una sorta di rimozione, accompagnata da una graduale sparizione fisica, sommerso come fu dalla ricrescita della giungla. Abbandonato, cadde in rovina, mentre parte dei materiali e dei rivestimenti fu asportata per essere riutilizzati in edilizia di fortuna..

#### Altre realizzazioni a Cuba
Sempre a Cuba, nel 1962, realizzò la Escuela André Voisin a Güines, mentre nel 1966-67, con Sergio Baroni e Hugo d'Acosta, progettò il padiglione cubano all'Expo 1967 di Montréal. Negli anni 1968-70, con Max Vaquero, Eusebio Azcue, e il sociologo urbano Jean-Pierre Garnier, curò il piano regolatore della capitale.

### Ritorno in Italia
Per effetto di un mutato clima culturale e ideologico, Vittorio Garatti finì poi per essere guardato con sospetto, sino al punto da finire agli arresti per venti giorni, nel giugno 1974, con l'accusa di spionaggio. In quello stesso anno fu costretto a lasciare forzatamente il paese. Egli stesso ritiene che la sua espulsione fosse il frutto di un complotto con cui la CIA, insinuando sospetti, cercava di allontanare dal regime cubano i professionisti stranieri che vi collaboravano.
Garatti si trasferì a vivere in Italia: iscrittosi all'Ordine degli architetti di Milano nel 1974, vi proseguì il lavoro. Ha curato diversi progetti, tra cui, a Milano, nel 1990-91, l'intervento di rifacimento, restauro e ampliamento che ha interessato il complesso dell'Hotel Gallia Excelsior.
Nel novembre 2012, il Presidente della Repubblica italiana Giorgio Napolitano ha conferito a lui e agli architetti Ricardo Porro e Roberto Gottardi il "Premio Vittorio De Sica", nella categoria "Architettura" per onorarne la carriera professionale.

## Progetti di recupero delleEscuelas Nacional de Arte

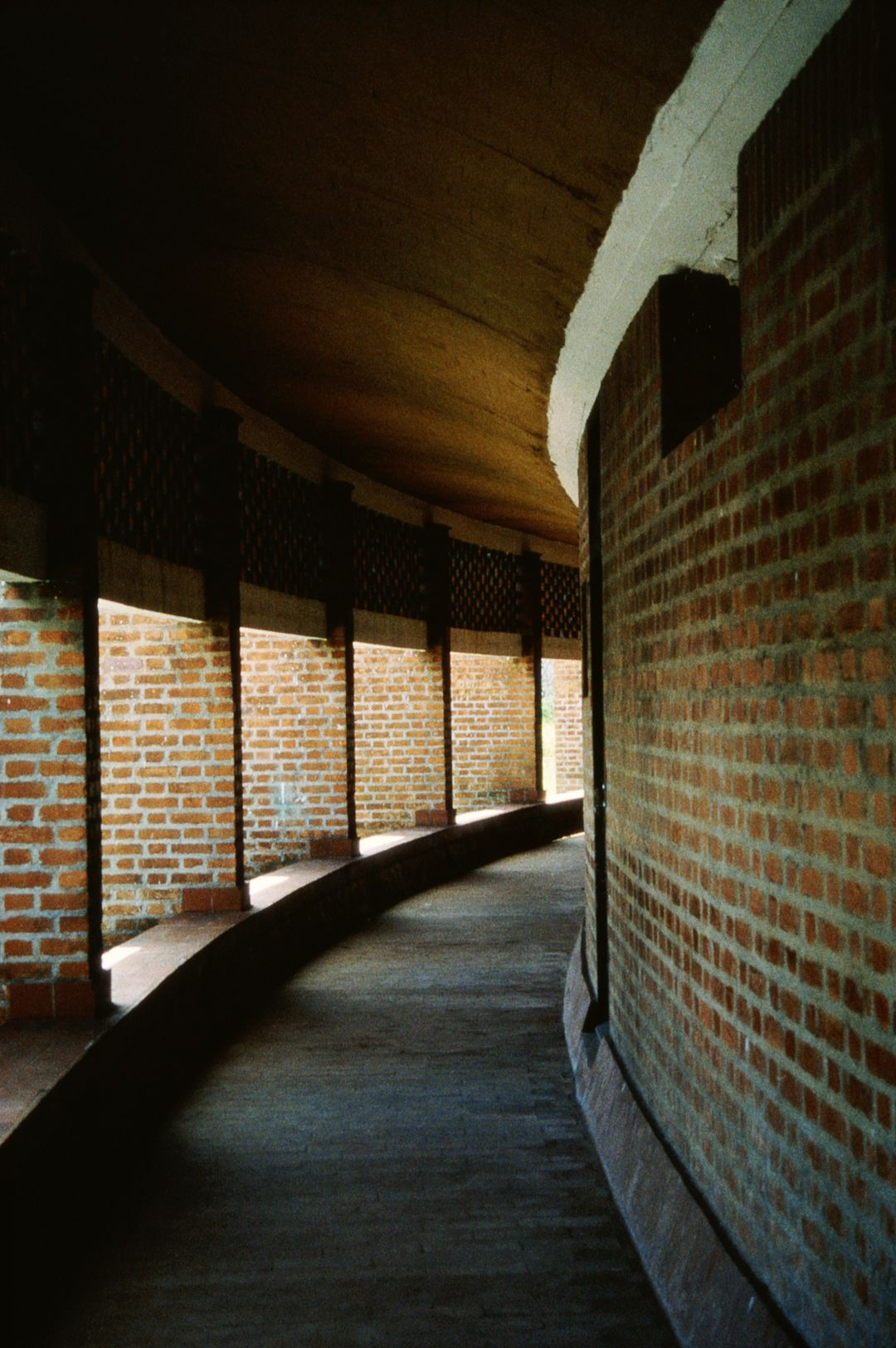
Il camminamento coperto che accompagna lo sviluppo serpeggiante della Scuola di musica

La storia del progetto incompiuto delle Escuelas ha iniziato a uscire dall'oblio nel 1999, con la pubblicazione della prima edizione del volume Revolution of Forms - Cuba's Forgotten Art Schools di John A. Loomis, architetto e docente al City College di New York. Il 28 febbraio 2003, il sito è stato inserito nella Tentative List dei Patrimoni dell'umanità dell'UNESCO, nella categoria dei beni culturali.
Queste vicende hanno risvegliato l'interesse culturale sul complesso architettonico abbandonato: il libro di Loomis ha ispirato il video-documentario Unfinished Spaces, prodotto e diretto da Alysa Nahmias e Benjamin Murray. Sono state proposte iniziative di raccolta fondi per mettere mano al restauro e al recupero del progetto.

### Il Comitato "Vittorio Garatti"
Il Comitato “Vittorio Garatti” si propone, senza scopo di lucro, di raccogliere i fondi necessari per il recupero, la conservazione e il completamento di tre delle cinque scuole che costituiscono il complesso delle Scuole nazionali d'arte di Cuba, e precisamente:
- Scuola di balletto - progettata dall'architetto Vittorio Garatti.
- Scuola di musica - progettata dall'architetto Vittorio Garatti.
- Scuola di arte drammatica - progettata dall'architetto Roberto Gottardi.